# マルテ・ホイホルト
マルテ・ホイホルト（Malthe Højholt, 2001年4月16日 - ）は、デンマーク・中央ユラン地域ホーリング出身のサッカー選手。セリエB・ACピサ1909所属。ポジションはMF。

## クラブ経歴

### オールボーBK
12歳の時にオールボーBKのユースチームに入団。2020年にトップチームに昇格し、6月20日のFCノアシェラン戦でプロデビュー。2021-22シーズン以降先発に定着。2024年7月28日のシルケボーIF戦で、後半7分にプロ初ゴールを決めた。

### ACピサ1909
2024年8月13日、ACピサ1909と4年契約を結んだ。

## 代表歴
2018年から2年間、ユース世代のデンマーク代表でプレーした。